# Slatina pri Dobjem
Slatina pri Dobjem este o localitate din comuna Dobje, Slovenia, cu o populație de 60 de locuitori.